# Al Yah Satellite Communications
Al Yah Satellite Communications, AlYahsat é uma empresa de comunicações por satélite subsidiária da Mubadala Development Company, empresa de investimento estratégico do governo de Abu Dhabi, Emirados Árabes Unidos. A empresa oferece serviços de voz, dados, internet para transmissão de vídeo, Internet e VSAT para usuários em ambas as organizações privadas e governamentais.

## História da empresa
Constituída em janeiro de 2008, a empresa governamental e comercial que tem o objetivo de desenvolver e operar sistemas de comunicação via satélite para o Oriente Médio, África, Europa e regiões do Sudoeste Asiático.
Em julho de 2008, a AlYahsat aprovou um consórcio com a EADS Astrium e Thales Alenia Space para construir satélites próprios para AlYahsat, a fabricação levou 36 meses para ser concluída na Europa. A Arianespace foi nomeada para o lançamento do primeiro satélite, o YahSat 1A, atualmente posicionado na posição orbital de 52.5 graus leste.
Em agosto de 2008, a AlYahsat assinou um contrato de arrendamento de 15 anos com as Forças armadas dos Emirados Árabes Unidos para fornecer comunicações seguras via satélites nos Emirados Árabes Unidos o governo do país foi o primeiro cliente da AlYahsat. Como parte desse contrato, a AlYahsat fornecerá os terminais de terra e infra-estrutura de porta de entrada para os serviços de rede de satélite.
Em agosto de 2009 a AlYahsat entrou em uma parceria com a operadora de satélite europeu SES para criar uma nova empresa que opera sob a marca YahLive oferecendo capacidade de Direct-to-Home (DTH) de televisão e serviços para mais de duas dezenas de países do Oriente Médio, Norte da África e Sudoeste Asiático.
O primeiro satélite foi lançado a partir do Centro Espacial de Kourou, na Guiana Francesa em 22 de abril de 2011, às 21:37 UTC.
Um segundo satélite (Y1B), pesando aproximadamente 6 toneladas, foi lançado pela International Launch Services (ILS) em um veículo Proton-M/Briz-M a partir do Cosmódromo de Baikonur no Cazaquistão em 24 de abril de 2012, às 22:18 UTC.

## Satélites
| Satélite  | Fabricante                   | Data do lançamento    | Veículo de lançamento | Estado |
| --------- | ---------------------------- | --------------------- | --------------------- | ------ |
| YahSat 1A | EADS Astrium                 | 22 de abril de 2011   | Ariane 5 ECA          | Ativo  |
| YahSat 1B | EADS Astrium                 | 23 de abril de 2012   | Proton-M/Briz-M       | Ativo  |
| Al Yah 3  | Orbital Sciences Corporation | 25 de janeiro de 2018 | Ariane 5 ECA          | Ativo  |